# Castello Sainte-Anne
Il castello Sainte-Anne (in francese château Sainte-Anne; in olandese Sint-Annakasteel) è un castello della Regione di Bruxelles-Capitale in Belgio, situato a Auderghem, al margine della foresta di Soignes, nella zona a sudest di Bruxelles.
Il castello fu fatto edificare nel 1902 da Charles Waucqez in sostituzione del castello che prima sorgeva nel medesimo luogo.

## Storia
L’aristocrazia di Bruxelles disponeva di residenze di campagna nei comuni dei sobborghi della città.
Anche Auderghem accoglieva molti castelli, tra i quali quelli di Joseph Chaudron, della principessa de Croÿ, de Moerloose, di Val Duchesse, di Lepreux, di Charles Madoux, il Rouge-Cloître, il Valduc, il Watermael.
Una di queste residenze fu edificata in prossimità del priorato, lungo la strada che portava al mulino, all'altezza dell'avenue de Waha.
Il banchiere Baudier ne fu il proprietario verso il 1810. Il castello fu venduto verso il 1843 a Henri de Brouckère, in seguito primo borgomastro di Auderghem.
Il nome château Sainte-Anne sarebbe stato assegnato all'incirca in questo periodo, dal momento che nel 1860 de Brouckère divenne proprietario della cappella di Saint-Anne.
Nel 1885 lasciò la cappella a un membro della sua famiglia e, dopo la sua morte, la proprietà passò nel 1897 a Madame Dujardin-Dansaert, che la tenne fin verso il 1902.
Nel 1902, il castello fu acquistato da Charles Waucquez, commerciante di tessuti la cui famiglia era originaria di Quévy-le-Grand.
Questi sposò Gabrielle, la figlia dell'assessore Émile Idiers. 
Nello stesso anno, Waucquez fece demolire completamente il vecchio castello e ne fece costruire uno nuovo, di stile classico, sulla base del progetto dell'architetto L. Sauvage.
Il nuovo edificio fu edificato una decina di metri più a nord, affinché l'ingresso coincidesse con il prolungamento dell'avenue de Waha. I disegni di progetto citavano Château de M. Waucquez.
Charles e la moglie Gabrielle ebbero due figlie: Germaine (1884-1958), che sposò Max Pastur (1878-1930), e Marguerite, che sposò Charles Claes.
Dopo la morte di Charles, la signora Waucquez separò parti di questa grande dimora, cedendola in prestito a suo nipote Jacques Pastur, nato nel 1911. Questi fu maggiore dell'aeronautica e comandante della Scuola di pilotaggio di Gossoncourt e della Place de Tirlemont. Nel luglio 1944, egli si sposò con Lady Bowling-Harvey (1925-1992). Max Pastur e Germaine invece vissero presso il castello di Jodoigne.
Max Pastur possedeva anche il castello di Beaulieu a Lathuy, incendiato dai Tedeschi il 3 settembre 1944, oltre alla dimora brussellese di rue Belliard 143.
La maggior parte di questi beni furono venduti alla morte di Marguerite (morta senza eredi), che avvenne 24 ore dopo la morte della madre Gabrielle.
Il 23 dicembre 1959, i Pastur, nipoti di Marguerite, cedettero il castello Sainte-Anne allo Stato tramite il Ministero degli Affari Esteri per poter pagare i proibitivi diritti di successione.
Nel 1961, su iniziativa di alcune personalità belghe e di membri della Comunità Europea, fu fondata La maison Européenne de Valduchesse, di cui il Club international Château Sainte-Anne costituisce l'emanazione diretta. 
Questo ha lo scopo di promuovere gli scambi culturali e sociali tra gli Stati membri della Comunità Europea, i membri della NATO e i funzionari dei corpi diplomatici mediante l'organizzazione di diverse attività. Lo Stato affittò l'edificio a questa associazione e dal 1966 ne cedette la gestione completa all'associazione e ai 2200 membri cel club.
Il terreno della proprietà compreso tra la chaussée de Tervueren, l'avenue Valduchesse, la drève des Deux Moutiers e la rue du Villageois fu in gran parte lottizzato dopo la morte di Max Pastur, con la creazione delle avenue Louis Vercauteren e Roger Hainaut.